# Amadé Barth
Ernst Amadé Barth, född 1899, död 1926, var en schweizisk konstnär. Han var make till Signe Barth.
Barth utbildades vid Kunstgewerbeschule i Zürich och vistades 1920-24 i Paris. Sista tiden vårdades han på sanatorier i Schweiz och Sverige. I den nya saklighetens klassicistiska och formstränga anda målade han stilleben och arkitekturbilder med mörk och behärskad färgskala men med stark känsla för tingens inneboende mystik och poesi.